# Kalla Tupac Katari
Kalla Tupac Katari (auch: Calla Tupac Katari oder Tupac Katari oder Kalla Baja Tupac Katari) ist eine Ortschaft im Departamento La Paz im Hochland des südamerikanischen Anden-Staates Bolivien.

## Lage im Nahraum
Kalla Tupac Katari ist zentraler Ort des Kanton Kalla Tupac Katari im Municipio Jesús de Machaca in der Provinz Ingavi. Kalla Tupac Katari liegt auf einer Höhe von 3879 m zwanzig Kilometer südlich des Titicacasees am westlichen Rand der Flussebene des Río Desaguadero. Nordöstlich von Kalla Tupac Katari verläuft ein langgezogener Höhenrücken, der sich bis auf eine Höhe von 4830 m erhebt.

## Geographie
Kalla Tupac Katari liegt zwischen den Gebirgsketten der Cordillera Oriental im Westen und der Cordillera Central im Osten in dem andinen Trockenklima des Altiplano. Die Region weist ein ausgeprägtes Tageszeitenklima auf, bei dem die täglichen Temperaturschwankungen stärker ausfallen als die mittleren jahreszeitlichen Schwankungen.
Die Jahresdurchschnittstemperatur liegt bei 9 °C (siehe Klimadiagramm Nazacara), die Monatswerte schwanken nur unwesentlich zwischen 5 °C im Juli und 10 °C im Dezember. Der mittlere Jahresniederschlag beträgt etwa 500 mm, die Monatsniederschläge liegen zwischen unter 10 mm von Mai bis August und bei 100 bis 125 mm im Januar und Februar.

## Verkehrsnetz
Kalla Tupac Katari liegt in einer Entfernung von 120 Straßenkilometern südwestlich von La Paz, der Hauptstadt des Departamentos.
Von La Paz führt die asphaltierte Nationalstraße Ruta 2 in westlicher Richtung nach El Alto, von dort die Ruta 19 weitere 23 Kilometer nach Südwesten bis Viacha. Hier zweigt die unbefestigte Ruta 43 in südwestlicher Richtung ab, die nach 67 Kilometern Jesús de Machaca erreicht. Von dort zweigt eine unbefestigte Landstraße in südöstlicher Richtung ab und erreicht nach sechs Kilometern Kalla Tupac Katari.

## Bevölkerung
Die Einwohnerzahl der Ortschaft war in den vergangenen beiden Jahrzehnten starken Schwankungen unterworfen:
| Jahr | Einwohner | Quelle       |
| ---- | --------- | ------------ |
| 1992 | 230       | Volkszählung |
| 2001 | 43        | Volkszählung |
| 2012 | 144       | Volkszählung |
| 2024 |           | Volkszählung |

Die Region weist einen hohen Anteil an Aymara-Bevölkerung auf, im Municipio Jesús de Machaca sprechen 97,2 Prozent der Bevölkerung Aymara.